# Rättsförhållande
Rättsförhållande är en juridisk term avsedd att förklara ett rättsligt samband mellan olika rättssubjekt. 
I nutida doktrin avses därmed endast ett rättsligen bestämt förhållande mellan olika rättssubjekt. Det av rättsordningen bestämda förhållandet mellan ägaren och den henne/honom tillhöriga saken betecknas därför inte med termen rättsförhållande. 
Rättsförhållandet benämnes 
- ensidigt om det innefattar enbart rättsligt förpliktande för en av parterna och
- ömsesidigt om båda parterna har förpliktigande krav mot varandra.

Ett typiskt ensidigt rättsförhållande föreligger om en part vållat skada och den skadelidande kräver skadestånd.
Ett typiskt ömsesidigt rättsförhållande kan föreligga vid ett köp där köparen kräver att få leverans av vad han förvärvat medan säljaren kräver betalning.